# Campiglossa multimaculosa
Campiglossa multimaculosa är en tvåvingeart som först beskrevs av Dirlbek 1969.  Campiglossa multimaculosa ingår i släktet Campiglossa och familjen borrflugor.
Artens utbredningsområde är Kanarieöarna. Inga underarter finns listade.